# Hasan Al-Samahiji
Hasan Mohamed Al-Samahiji (22 de febrero de 1991) es un jugador de balonmano bareiní que juega de extremo derecho. Es internacional con la selección de balonmano de Baréin. 
En 2021 participó en los Juegos Olímpicos de Tokio 2020 con su selección, mientras que su primer Mundial fue el Campeonato Mundial de Balonmano Masculino de 2017.

## Palmarés internacional
| Campeonato Asiático | Campeonato Asiático | Campeonato Asiático | Campeonato Asiático |
| Año                 | Lugar               | Medalla             |                     |
| ------------------- | ------------------- | ------------------- | ------------------- |
| 2018                | Suwon               | Medalla de plata    |                     |
| 2022                | Dammam              | Medalla de plata    |                     |
| 2024                | Baréin              | Medalla de bronce   |                     |
| Juegos Asiáticos    |                     |                     |                     |
| Año                 | Lugar               | Medalla             |                     |
| 2014                | Incheon             | Medalla de bronce   |                     |
| 2018                | Yakarta-Palembang   | Medalla de plata    |                     |
| 2022                | Hangzhou            | Medalla de plata    |                     |